# Camilo Romero (político)
Camilo Ernesto Romero Galeano (Ipiales, 17 de julio de 1976) es un periodista, diplomático y político colombiano. El 10 de agosto de 2022, el presidente Gustavo Petro lo designó embajador de Colombia en Argentina. Asumió el 6 de octubre de 2022 hasta su renuncia el 20 de enero de 2025.
Ha sido gobernador del departamento de Nariño entre 2016 y 2019, senador en el periodo 2010-2014, presidente del Partido Verde y candidato presidencial.

## Biografía
Camilo Romero nació en Nariño. Sobrino del dirigente social y político Heraldo Romero Sánchez. Estudió Periodismo en la Universidad Autónoma de Occidente, cuenta con una maestría en Estudios Políticos en la Pontificia Universidad Javeriana. Dirigió el periódico universitario El Grafito y organizó el movimiento Tienen Huevo en 2001, el cual se destacó por su crítica irreverente a la clase política tradicional.

### Trayectoria política

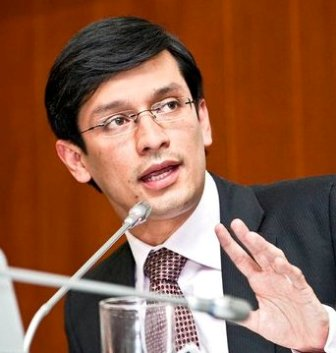
Romero en 2013 como congresista

En 2002 aspiró como independiente a la Cámara de Representantes por Bogotá.
Participó en la creación de TeleSur en 2005, como Jefe de la Unidad de Investigación y Análisis, y posteriormente como Jefe de Corresponsalía en Colombia. Estructuró el colectivo Vamos Independientes con el que participó en las elecciones para el Congreso Nacional del Polo Democrático Alternativo de 2008, llegando a ser miembro del Comité Ejecutivo de esta colectividad.
En las elecciones legislativas de 2010, Romero obtuvo la cuarta votación más alta de su partido, el Polo Democrático Alternativo, para el Senado de la República, siendo referido como una «sorpresa electoral». Recién posesionado como senador, fue elegido vicepresidente de la Comisión Segunda del Senado.
Para las elecciones de 2014 se postuló como precandidato presidencial por el partido Alianza Verde, ocupando el segundo lugar, después de Enrique Peñalosa en las elecciones primarias realizadas el 9 de marzo de 2014, en ellas Romero obtuvo 746 518 votos y Peñalosa 2 013 954.

### Gobernador de Nariño
En las elecciones regionales del 25 de octubre de 2015 alcanzó la gobernación del Departamento de Nariño avalado por un movimiento llamado Somos Nariño, apoyado por el partido Alianza Verde y el Movimiento de Autoridades Indígenas de Colombia AICO.
Participó en la consulta del Pacto Histórico a la presidencia de Colombia para las elecciones de 2022, se presentó con el apoyo del movimiento de ciudadanos Verdes por el Cambio.

### Embajador de Colombia en Argentina

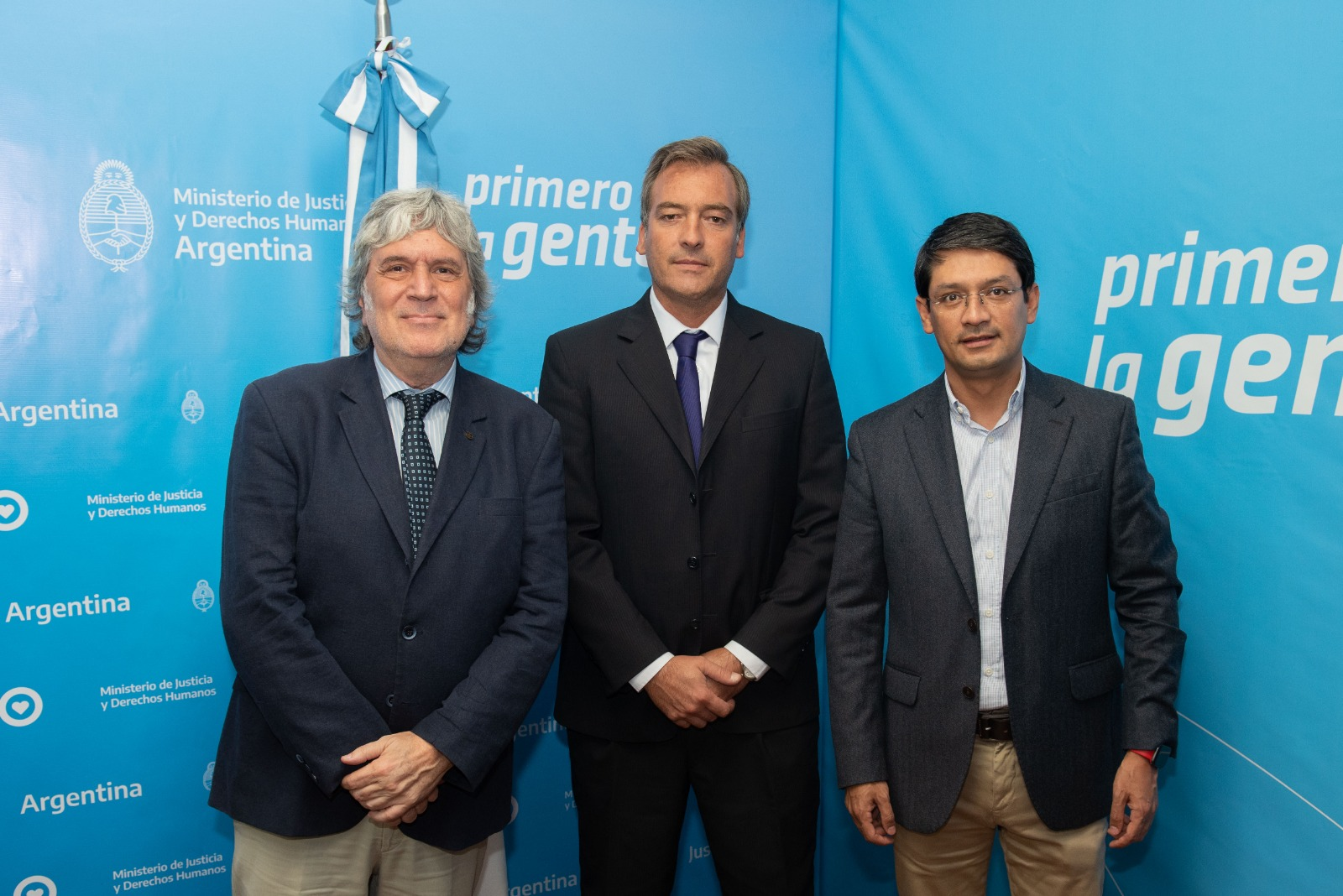
Romero en su labor como embajador en Argentina junto a funcionarios de ese país en 2023.

El 10 de agosto de 2022, el presidente Gustavo Petro, lo designó embajador de Colombia en la República de Argentina. Se posesionó en Buenos Aires el 6 de octubre de 2022, en diciembre de 2023 sería llamado a consultas tras diversos ataques del mandatario ultra argentino contra el Presidente de Colombia, en nuevo mandatario había causado un conflicto diplomático con Brasil anunciando rompería relaciones con el mayor socio comercial de Argentina por tener un gobierno de izquierda. Previamente se habían generado múltiples conflictos diplomáticos del nuevo gobierno argentino con el Vaticano, con China, Colombia, México Nicaragua, Costa Rica, Chile, etc. y otros países tras varios ataques verbales insultos y agresiones del mandatario argentino, lo que llevó a la Argentina un aislamiento diplomático con el resto de la región.

### Investigaciones
Actualmente está siendo investigado por corrupción en el caso de la Organización de Licores de Nariño.
Además es investigado por el escándalo de la Unidad Nacional para la Gestión del Riesgo de Desastres (UNGRD), ya que ha sido mencionado por Olmedo López uno de los sindicados en ese escándalo.